# Comté de Calhoun (Illinois)
Pour les articles homonymes, voir Comté de Calhoun.
Le comté de Calhoun (Calhoun County) est un Comté de l'État américain de l'Illinois.

## Comtés voisins
|                                                    | Nord: Comté de Pike       |                                        |
| Ouest: Comté de Pike (Missouri) & Comté de Lincoln | Comté de Calhoun          | Est: Comté de Greene & Comté de Jersey |
|                                                    | Sud: Comté de St. Charles |                                        |

## Transports
- Illinois Route 16
- Illinois Route 96
- Illinois Route 100
- Illinois Route 108

## Villes
- Hardin
- Batchtown
- Mozier
- Kampsville
- Brussels
- Hamburg
- Michael

## Démographie
Lors du recensement de 2010, le comté comptait une population de 5 089 habitants. Elle est estimée, en 2016, à 4 894 habitants.